# Mimosiphonops vermiculatus
Mimosiphonops vermiculatus är en groddjursart som beskrevs av Taylor 1968. Mimosiphonops vermiculatus ingår i släktet Mimosiphonops och familjen Caeciliidae. IUCN kategoriserar arten globalt som otillräckligt studerad. Inga underarter finns listade i Catalogue of Life.